# 野呂榮太郎
野呂榮太郎（／；1900年4月30日—1934年2月19日  ），是战前日本在野马克思主义经济学家，是戰前日本共產黨的理论领袖之一。

## 生平
在北海道長沼村出生长大，就读于舊制北海中學，后进入庆应义塾大学理財科（现经济学院）。少年時代，野呂榮太郎是名棒球好手，但在小学二年级时，因关节炎截肢。因残疾，野呂榮太郎无法进入公立初中或公立高中。北海中学时，野呂榮太郎以天才廣為人知，毕业后登上北海时报，但曾连续两年未能考入札幌一中 。
大学期间，在向井鹿松門下学习。1925年10月，在课堂上，野吕与批评马克思价值论的小泉信三教授发生爭論。以此為契機，小泉认可野吕的才华，并支援他的研究。 同时，野呂榮太郎还在猪俣津南雄的指导下研究。同时，协助學長野坂參三创立产业劳动調查所，参与社会科学研究和革命运动，出任日本學聯关东代表委员。
1926年 ，野呂榮太郎完成毕业论文《论银行的生产集中和金融资本制霸》。 野呂榮太郎在应义塾大学参加了《朝日新聞》的助理就业考试，但不受採用。毕业后次日，因京都學連事件而入狱10个月。 8月，保释就医，9月，出任产业劳动调查所的调查员。除了协助编辑《無產者政治必攜》外，野呂榮太郎陸續發表《日本資本主義發達前史》、《日本資本主義發達史》。1929年4月16日，因“四一六事件”，野呂榮太郎遭拘留一个月。
1930年1月，野呂榮太郎加入日本共产党。 2月20日，鐵塔書院出版《日本資本主義發達史》。 1932年5月起，出版《日本資本主義發達史講座》（全7卷），系统性地总结马克思主义。在日本資本主義論爭中，野呂榮太郎与山田盛太郎、平野义太郎等人为是講座派核心人物。然而，由于疾病、鎮壓，野呂榮太郎本人无法將《講座》寫成论文。
1932年10月30日，热海事件，日本共產党员遭大量逮捕，陷入灭亡狀態。
1933年1月，尽管正在接受肺结核治疗，但作为中央委员，野呂榮太郎仍致力于重建日本共產黨领导層。 1933年5月3日，党中央委员长山本正美遭捕。5月9日，产业劳动調查所遭到镇压，事實上关闭。野呂榮太郎就任党中央委员长，与宫本顯治等人進行重建。野呂榮太郎与盐泽富美子结婚，但迫於时间，兩人没有登记，僅事實上的婚姻關係。8月1日，野呂榮太郎試圖在国际反战日發動罢工和示威，但没有成功。 8月23日，产业劳动調查所关闭。在9月6日国际青年节、9月18日滿洲掠奪战争一周年纪念日，野呂榮太郎接二连三發起反战行动，但皆失敗。 10月6日，大森事件後，日本共产党的处境更加恶化。 11月28日，因涉嫌间谍罪，野呂榮太郎遭到逮捕。 1934年2月19日，在品川警察署遭受拷問，病情恶化，转送北品川医院后死亡。妻子盐泽在怀孕期间被捕，出狱后，生下野吕的女兒，但早夭。

## 紀念
1970年代，日本共产党设立了野呂榮太郎奖，表彰傑出的科学社会主义立場的社会科学家。该奖项一直持续到2005年。

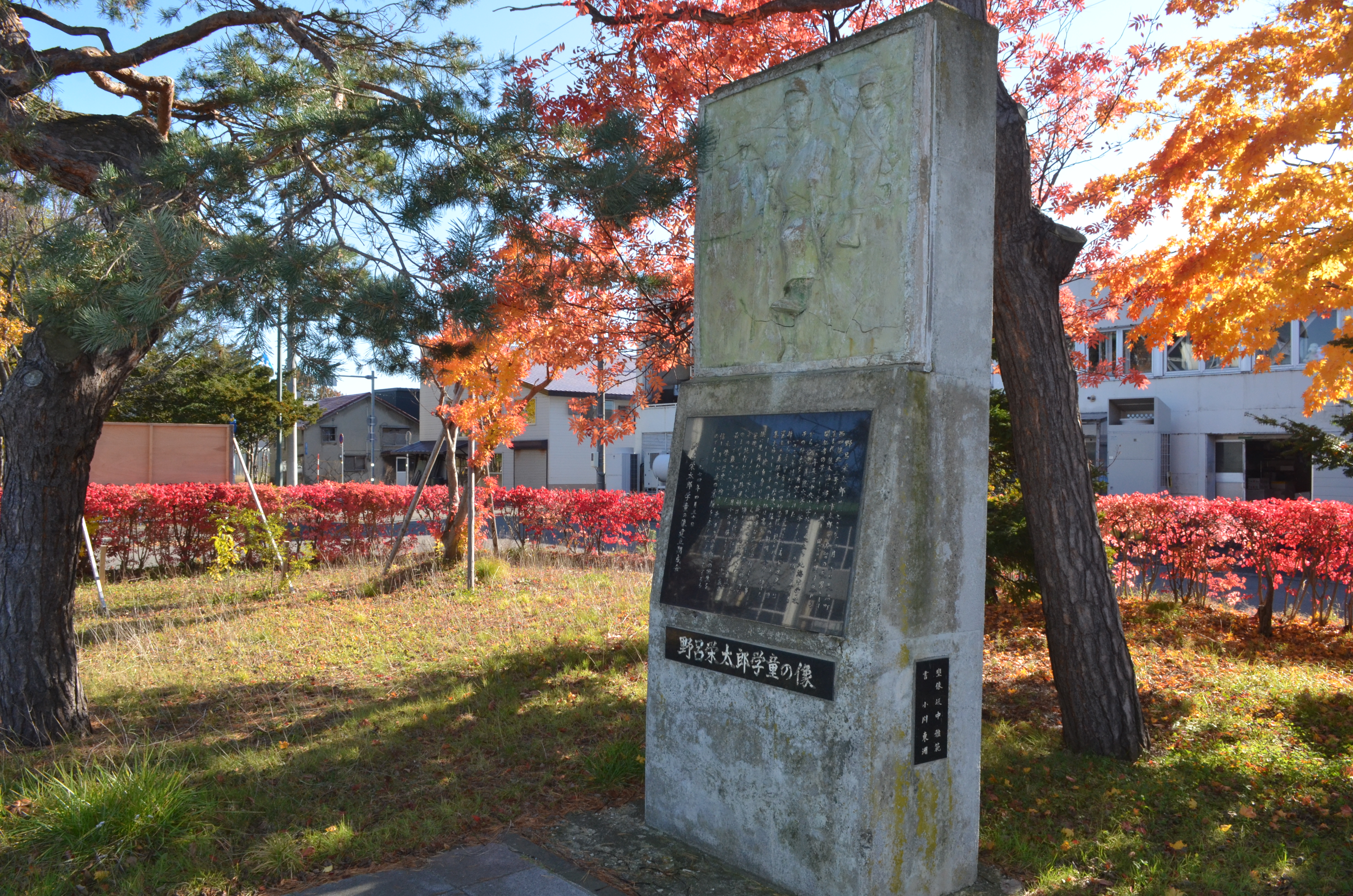
野呂榮太郎學童像。長沼町役場
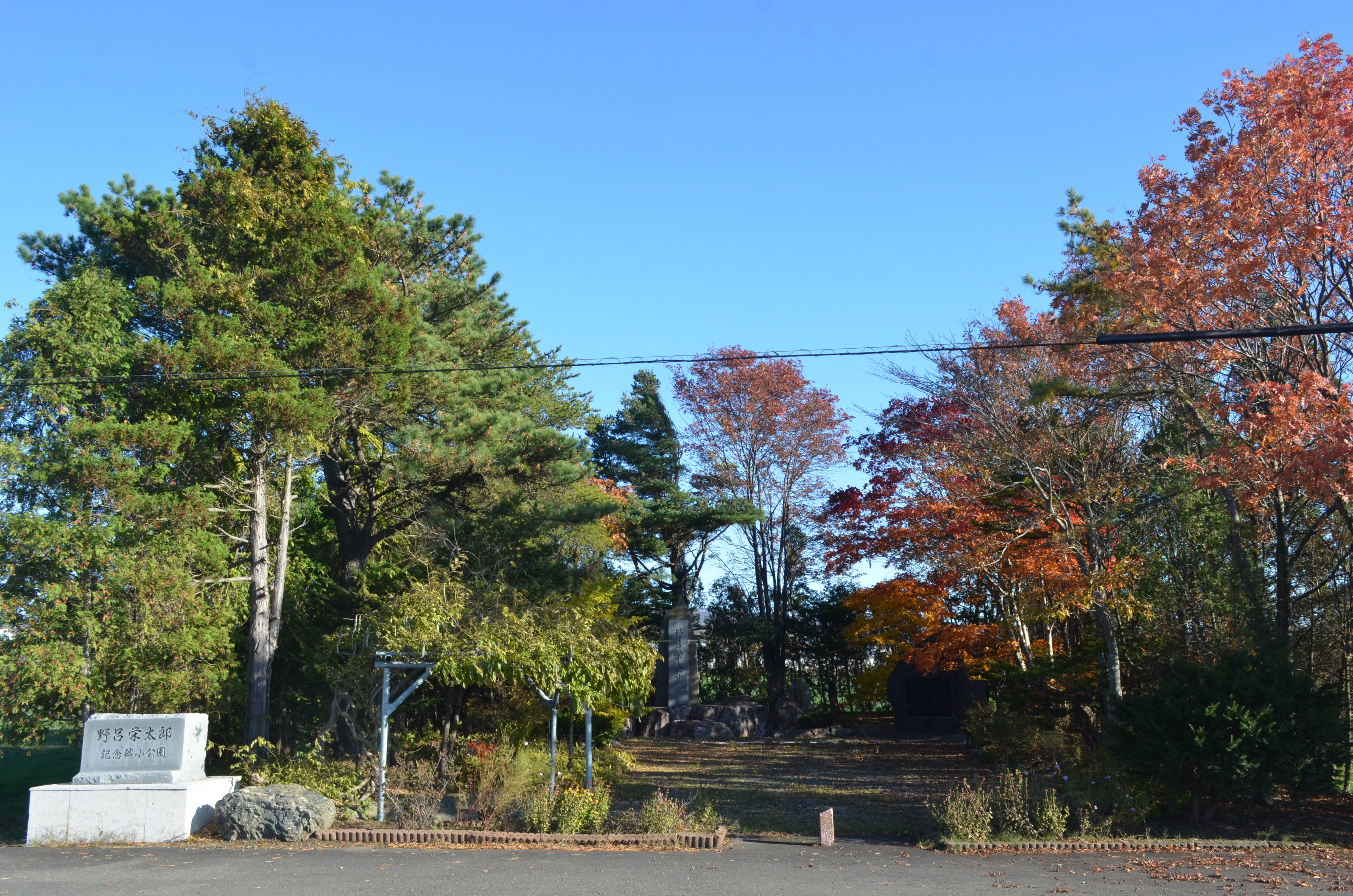
野呂榮太郎記念碑小公園。長沼町南町1丁目1
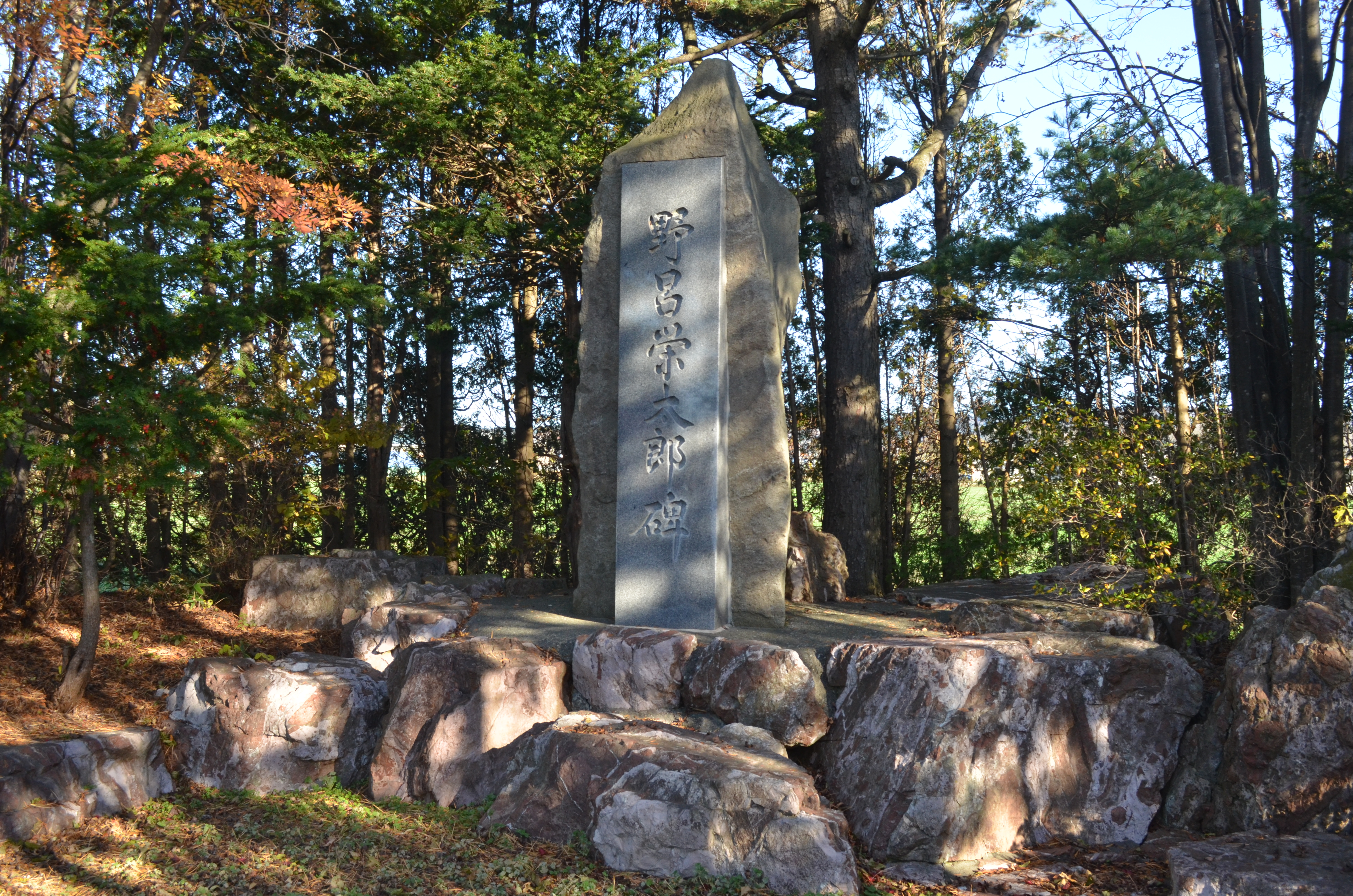
野呂榮太郎碑。小公園内

### 注脚
1. 1 2  野呂栄太郎全集刊行編集委員会 1967
2. ↑  白井厚監修　慶應義塾大学経済学部白井ゼミナール著『共同研究 太平洋戦争と慶應義塾』 慶應義塾大学出版会、1999年10月30日、44頁、ISBN 4766407733
3. ↑  .   [2023-10-08]. （原始内容存档于2017-10-01）.
4. ↑  浜林正夫『「蟹工船」の社会史～小林多喜二とその時代』学習の友社、2009年2月20日、113頁
5. ↑  浜林正夫『「蟹工船」の社会史～小林多喜二とその時代』学習の友社、2009年2月20日、114頁

### 文獻
- 野呂栄太郎全集刊行編集委員会 (编).  下. 新日本出版社. 1967: 365–396. NDL 49004897.